# Herbert Zimmermann (Neurowissenschaftler)

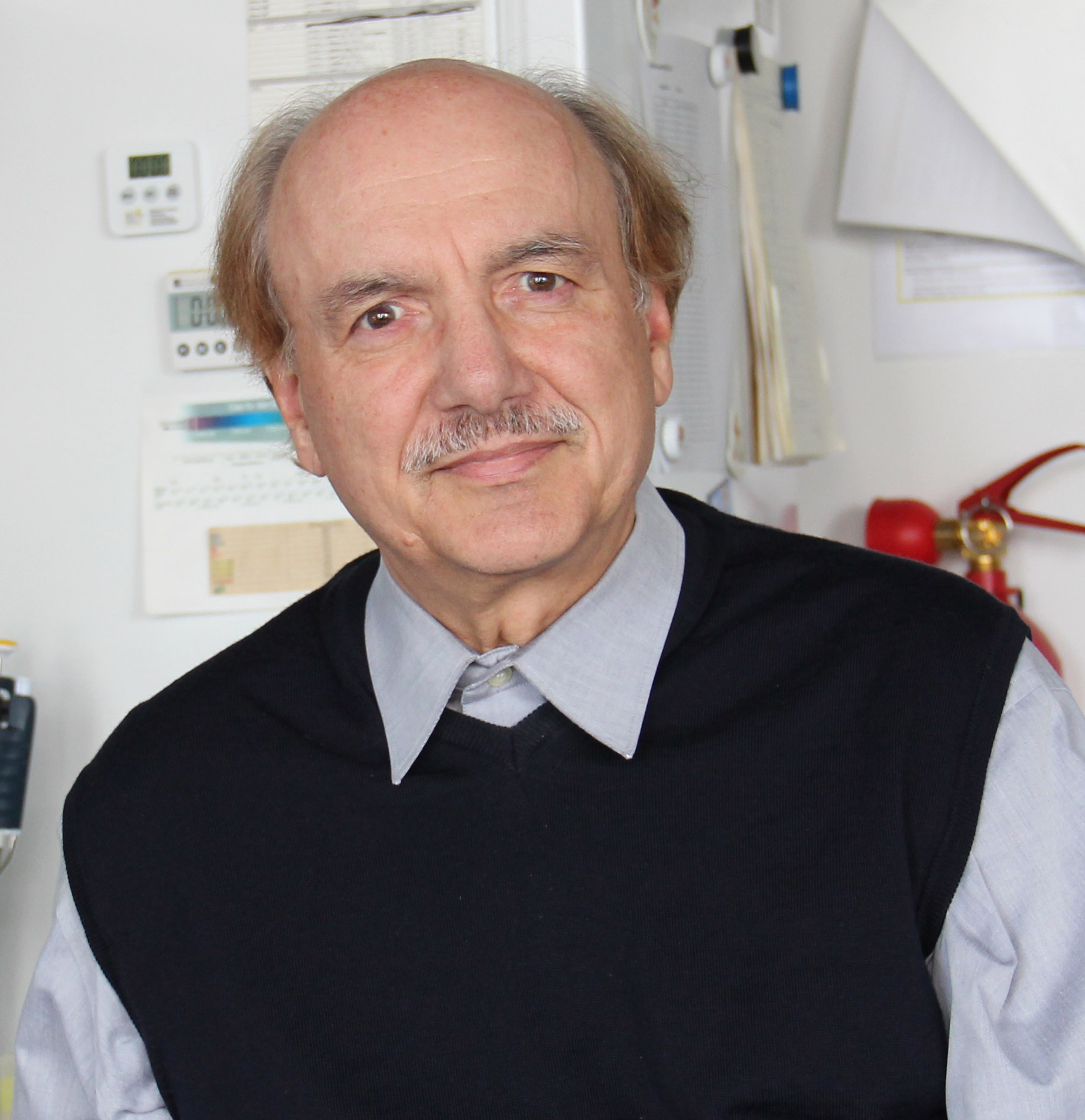
Herbert Zimmermann (2012)

Herbert Zimmermann (* 10. Januar 1944 in Chiesch) ist ein deutscher Neurowissenschaftler.

## Leben
Zimmermann studierte von 1964 bis 1969 Chemie, Biologie und Philosophie an der Ludwig-Maximilians-Universität München und wurde an der Universität Regensburg im Jahr 1971 promoviert. In den beiden Folgejahren arbeitete er als Postdoctoral Fellow am Department of Biochemistry der University of Cambridge. Von 1973 bis 1979 war er Wissenschaftler und Arbeitsgruppenleiter in der Abteilung für Neurochemie am Max-Planck-Institut für biophysikalische Chemie in Göttingen. Von 1980 bis 1983 lehrte er als Professor für Neurobiologie an der Universität Oldenburg. Im Jahr 1983 wurde er auf einen Lehrstuhl für Zoologie und als Leiter der Abteilung für Neurochemie an die Johann Wolfgang Goethe-Universität in Frankfurt am Main berufen. Im Jahr 1987 war er als Visiting Professor am Institut für Hirnforschung der Medizinischen Fakultät der Tokyo Universität (Tokyo Daigaku) tätig. In den Jahren von 1991 bis 1995 war er Präsident der deutschen Neurowissenschaftlichen Gesellschaft. Nach seiner Pensionierung im Jahr 2010 blieb er in der Abteilung für Molekulare und Zelluläre Neurobiologie der Johann Wolfgang Goethe-Universität tätig. Seit 2019 ist er Präsident der Wissenschaftlichen Gesellschaft an der Johann Wolfgang Goethe-Universität zu Frankfurt am Main.

## Wissenschaftliche Tätigkeit
Der Schwerpunkt seiner wissenschaftlichen Arbeiten lag auf dem Gebiet der synaptischen Transmission und später der Signalübertragung durch extrazelluläre Nukleotide. Im Labor von Victor P. Whittaker in Cambridge begann er seine Studien zur Dynamik des synaptischen Vesikelkompartiments. Er nutzte das elektrische Organ des Zitterrochens (Torpedo marmorata), das neuromuskulären Kontakten des Säugers homolog ist, als Modellsystem für die cholinerge synaptische Erregungsübertragung. Er wies nach, dass Aktivierung der Synapse sowohl eine morphologische als auch eine biochemische Heterogenität synaptischer Vesikel induziert. Diese Untersuchungen lieferten eine zellbiologische Erklärung für ein bis dahin ungelöstes Problem aus der früheren Untersuchungsgeschichte der synaptischen Transmission, nämlich, dass stimulierte Nervenendigungen neu synthetisierten Überträgerstoff präferentiell freisetzen.
Ein weiteres Untersuchungfeld betraf die sog. purinerge Erregungsübertragung, die Signalübertragung durch extrazelluläre Nukleotide wie Adenosintriphosphat (ATP). Im Mittelpunkt seiner Untersuchungen standen die biochemischen Mechanismen, über die freigesetzte Nukleotide bis zum Nukleosid abgebaut werden. Dies führte zur Isolierung und molekularen Klonierung des AMP-hydrolysierenden Enzyms Ekto-5'-Nukleotidase sowie einer Anzahl von Nukleosidtriphosphat- und Nukleosiddiphosphat-hydrolysierenden Enzymen der Familie der Ekto-Nukleosidtriphosphatdiphosphohydrolasen. Er initiierte eine neue Nomenklatur für diese Enzyme sowie für die Ekto-Pyrophosphatasen/Phosphodiesterasen.
In letzter Zeit führte er Untersuchungen zum Proteom synaptischer Vesikel durch sowie zur Rolle von extrazellulären Nukleotiden bei der Kontrolle der adulten Neurogenese, der Neubildung von Nervenzellen im Gehirn erwachsener Säuger.

## Auszeichnungen und Mitgliedschaften
- 2000 Johannes-Müller-Vorlesung, Berlin
- 2006 Geoffrey Burnstock Lecture, Ferrara, Italien
- 2007 Wahl zum Korrespondierenden Mitglied der Real Academia Nacional de Farmacia, Spanien
- 2009 Wahl zum Mitglied der Academia Europaea
- 2013 Giuliana Fassina Award des Italian Purine Club

## Veröffentlichungen (Auswahl)
- mit H. Altner: The saccus vasculosus. In: The Structure and Function of Nervous Tissue. Vol. V. Academic Press, New York / London 1972, ISBN 0-19-508293-1, S. 293–328.
- mit C. R. Denston: Recycling of synaptic vesicles in the cholinergic synapses of the Torpedo electric organ during induced transmitter release. In: Neuroscience. 2 (1977), S. 695–714. PMID 22832
- mit V. P. Whittaker: Morphological and biochemical heterogeneity of cholinergic synaptic vesicles. In: Nature. Lond. 267 (1977), S. 633–635. PMID 876386
- Turnover of adenine nucleotides in cholinergic synaptic vesicles of the Torpedo electric organ. In: Neuroscience. 3 (1978), S. 827–836.
- mit M. J. Dowdall und D. A. Lane: Purine salvage at the cholinergic nerve endings of the Torpedo electric organ: the central role of adenosine. In: Neuroscience. 4 (1979), S. 979–993. PMID 552616
- Vesicle recycling and transmitter release. In: Neuroscience. 4 (1979), S. 1773–1804. PMID 43485
- On the vesicle hypothesis. In: Trends Neurosci. 2 (1979), S. 282–285. doi:10.1016/0166-2236(79)90111-5
- mit G. W. Kreutzberg und M. Reddington (Hrsg.): Cellular Biology of Ectoenzymes. Springer Verlag, Berlin / Heidelberg / New York / Tokyo 1986, ISBN 978-3-642-70666-0.
- mit E. J. M. Grondal: Purification, characterization and cellular localization of 5'-nucleotidase from Torpedo electric organ. In: Biochem. J. 245 (1987), S. 805–810. PMID 2822031; PMC 1148201 (freier Volltext)
- mit W. Volknandt, M. Vogel, J. Pevsner, Y. Misumi und Y. Ikehara: 5'-nucleotidase from the electric ray electric lobe. Primary structure and relation to mammalian and procaryotic enzymes. In: Biochem. J. 202 (1991), S. 855–861. PMID 1765099
- Synaptic Transmission. Cellular and Molecular Basis. Thieme/Oxford University Press, 1993.
- mit B. Kegel, N. Braun, P. Heine, C. R. Maliszewski: An ecto-ATPase and an ecto-ATP diphosphohydrolase are expressed in brain. In: Neuropharmacology. 36 (1997), S. 1189–1200. PMID 9364474
- mit P. Illes (Hrsg.): Nucleotides and their Receptors in the Nervous System. Elsevier, Amsterdam / New York / Oxford / Tokyo 1999. ISBN 978-0-08-086245-3
- mit N. Braun, S. Fengler, C. Ebeling und J. Servos: Sequencing, functional expression and characterization of rat NTPDase6, a nucleoside diphosphatase and novel member of the ecto-nucleoside triphosphate diphosphohydrolase family. In: Biochem. J. 351 (2000), S. 639–647. PMID 11042118; PMC 1221403 (freier Volltext)
- mit S. K. Mishra, N. Braun, V. Shukla, M. Füllgrabe, C. Schomerus, H.-W. Korf, C. Gachet, Y. Ikehara, J. Sévigny und S. C. Robson: Extracellular nucleotide signaling in adult neural stem cells: synergism with growth factor-mediated cellular proliferation. In: Development. 133 (2006), S. 675–684. PMID 16436623; doi:10.1242/dev.02233
- mit J. Burré, T. Beckhaus, H. Schägger, C. Corvey, S. Hofmann, M. Karas und W. Volknandt: Analysis of the synaptic vesicle proteome using three gel-based protein separation techniques. In: Proteomics. 6 (2006), S. 6250–6262. PMID 17080482; doi:10.1002/pmic.200600357